# Pleurodeles
Genre
Synonymes
- Bradybates Tschudi, 1838
- Glossoliga Bonaparte, 1839

Pleurodeles, ou pleurodèles, est un genre d'urodèles de la famille des Salamandridae.

## Répartition
Les trois espèces de ce genre se rencontrent en Espagne, au Portugal, au Maroc, en Tunisie et en Algérie.

## Liste d'espèces
Selon Amphibian Species of the World (1er février 2013) :
- Pleurodeles nebulosus (Guichenot, 1850)
- Pleurodeles poireti (Gervais, 1835)
- Pleurodeles waltl Michahelles, 1830 — pleurodèle de Waltl

## Publication originale
- Michahelles, 1830 : Neue südeuropäische Amphibien. Isis von Oken, vol. 23, p. 189-195 (texte intégral).